# Trung Thành Tây
Trung Thành Tây là một xã cũ thuộc huyện Vũng Liêm, tỉnh Vĩnh Long, Việt Nam.

## Địa lý
Xã Trung Thành Tây có diện tích 12,56 km², dân số năm 1999 là 5.437 người, mật độ dân số đạt 433 người/km².

## Hành chính
Xã Trung Thành Tây được chia thành 6 ấp: Hòa Hiệp, Hòa Nghĩa, Quới Hiệp, Tân Trung, Trung Hậu, Trường Thọ.

## Lịch sử
Ngày 6 tháng 12 năm 2019, Hội đồng Nhân dân tỉnh Vĩnh Long ban hành Nghị quyết 228/NQ-HĐND về việc sáp nhập toàn bộ ấp An Hòa vào ấp Trường Thọ.